# Guilden Sutton
Guilden Sutton est une paroisse civile et un village du Cheshire, en Angleterre.